# 안드레아스 그랑크비스트
안드레아스 그랑크비스트(스웨덴어: Andreas Granqvist, 1985년 4월 16일 ~ )는 스웨덴 태생의 은퇴한 축구 선수로 센터백으로 활약했다.

## 수상
개인
- 2018년 FIFA 월드컵 맨 오브 더 매치 : vs. 대한민국 (조별리그)